# 壮观垂头菊
壮观垂头菊（学名：Cremanthodium nobile）为菊科垂头菊属的植物，为中国的特有植物。分布于中国大陆的西藏、云南等地，生长于海拔3,400米至4,200米的地区，多生长于灌丛中或高山草地，目前尚未由人工引种栽培。